# Silat
Silat Melayu  poznat i kao Seni Persilatan Melayu ('umjetnost malajskog silata') ili jednostavno Silat, borbeno je umijeće samoobrane iz malajskog svijeta, koje koristi langkah ('korake') ) i juru ("pokrete") za odbijanje ili protunapad, bilo s ili bez oružja. Silat je nastao u ranim danima malajske civilizacije i od tada se razvio utradiciju tjelesnog i duhovnog treninga koja utjelovljuje tradicionalnu malajsku odjeću, izvedbenu umjetnost i adat. Filozofski temelj modernog malajskog silata uglavnom se temelji na islamskoj duhovnosti. Njegovi pokreti i oblici temelje se na osnovi pokreta zvanih Bunga Silat, a nastupi Silata obično su popraćeni malajskim bubnjevima.
Izraz Silat također se koristi za označavanje sličnih stilova borbe u područjima sa značajnim malajskim kulturnim utjecajem, u Bruneju, Maleziji, Singapuru, Tajlandu i Vijetnamu. U Indoneziji je poznat pod nazivom Pencak Silat, i potječe od sundske / javanske riječi Penca (k) i malajske / sumatranske riječi Silat, od 1973. godine službeno koristi se kao osnovni pojam tradicionalnih borilačkih vještina Indonezije.